# 1537 год в науке

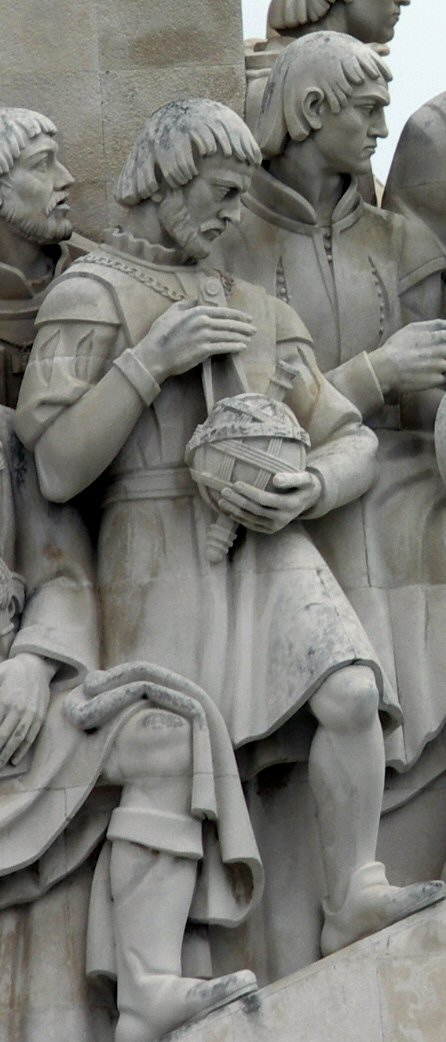
Педро Нуниш на памятнике первооткрывателям в Лиссабоне

В 1537 году произошли различные научные и технологические события, некоторые из которых представлены ниже.

## Публикации
- Вышел в свет трактат Никколо Тартальи «Новая наука» (La Nova Scientia), математические исследования по баллистике[1].
- Педру Нуниш (в честь которого назван нониус) опубликовал ряд книг по навигации: «Tratado em defensam da carta de marear», «Tratado sobre certas dúvidas da navegação» (включая обсуждение курса вдоль локсодромы) и «Tratado da sphera com a Theorica do Sol e da Lua».

## Родились
См. также: Категория:Родившиеся в 1537 году
- 9 августа — Франческо Бароцци, итальянский математик и астроном (умер в 1604 году). Перевёл ряд трудов античных математиков: Прокла, Герона, Паппа и Архимеда.

## Скончались
См. также: Категория:Умершие в 1537 году
- 25 марта — Иоанн де Индагине, немецкий астроном (род. около 1467 года),
- 24 сентября —Жан Рюэль, французский врач и ботаник (род. около 1479 года),